# Nannopodella denisi
Nannopodella denisi är en kräftdjursart som beskrevs av Albert Monard 1928. Nannopodella denisi ingår i släktet Nannopodella och familjen Cletodidae. Inga underarter finns listade i Catalogue of Life.